# (6779) Perrine
(6779) Perrine (1990 DM1) – planetoida z pasa głównego asteroid okrążająca Słońce w ciągu 3,39 lat w średniej odległości 2,26 j.a. Odkryta 20 lutego 1990 roku.